# Mullen (Nebraska)
Mullen je selo u američkoj saveznoj državi Nebraska. Prema popisu stanovništva iz 2010. u njemu je živjelo 509 stanovnika.